# Thouinidium cyrilli-nelsonii
Thouinidium cyrilli-nelsonii är en kinesträdsväxtart som beskrevs av J.Linares. Thouinidium cyrilli-nelsonii ingår i släktet Thouinidium och familjen kinesträdsväxter. Inga underarter finns listade i Catalogue of Life.